# Certosa di Pavia, Pavia
Certosa di Pavia là một đô thị ở tỉnh Pavia, vùng Lombardia của Italia. Đô thị này nổi tiếng với công trình Certosa di Pavia. Các làng trực thuộc: Cascine Calderari, Samperone, Torre del Mangano, Torriano. Các đô thị giáp ranh: Borgarello, Giussago, Marcignago, Pavia, Vellezzo Bellini

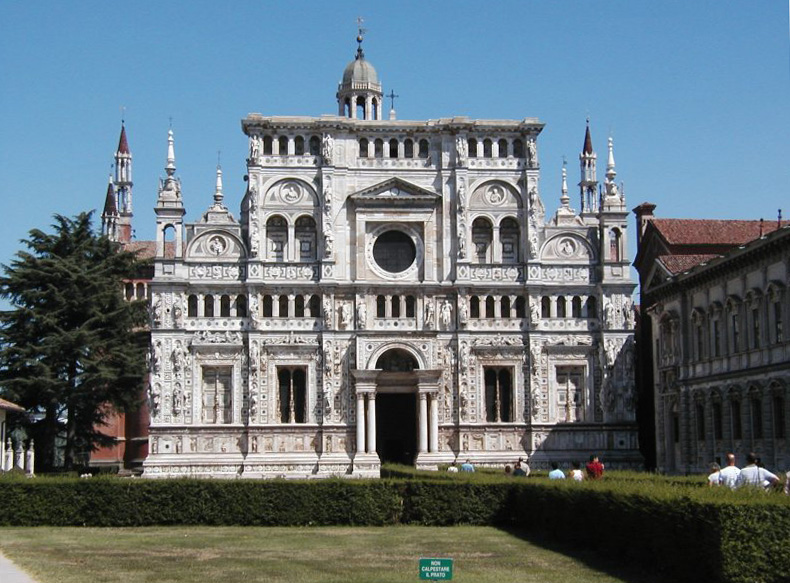
Mặt tiền của Certosa di Pavia.

Đô thị Certosa di Pavia được lập năm 1929 từ các đô thị cũ Torre del Mangano, Torriano và Borgarello (Borgarello được tách ra năm 1958). 